# Sabina Lietzmann

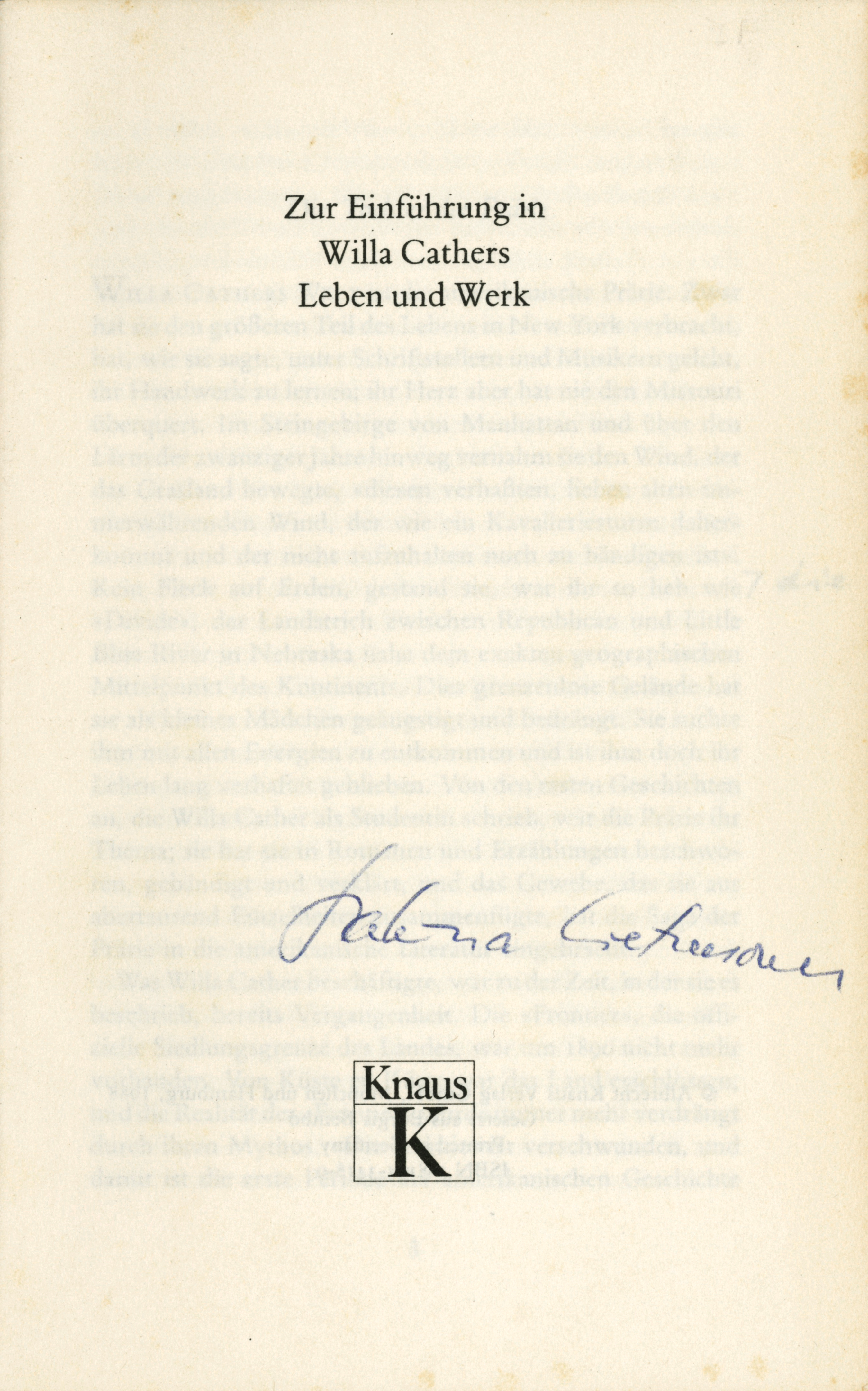
Signatur von Sabina Lietzmann in einem Redigaturexemplar ihres Buchs

Sabina Lietzmann (* 5. Dezember 1919 in Jena; † 29. Mai 1995 in West Cornwall, Connecticut) war eine deutsche Journalistin. Sie war von 1961 bis 1984 Korrespondentin der Frankfurter Allgemeinen Zeitung in New York.

## Leben
Sabina Lietzmann kam 1919 als Tochter des evangelischen Kirchenhistorikers Hans Lietzmann in Jena zur Welt, wuchs aber ab ihrem fünften Lebensjahr in Berlin auf. Nach dem Humanistischen Abitur begann sie ein Studium der mittelalterlichen und neuen Geschichte, Germanistik, Arabistik und Archäologie in Tübingen. Im Jahr 1944 wurde sie in Berlin in mittelalterlicher Geschichte bei dem Historiker Friedrich Baethgen promoviert. Nach ihrer Promotion zum Dr. phil. arbeitete Lietzmann als Dramaturgin, Übersetzerin und Regisseurin. Neben ihrer Tätigkeit als Lehrerin an einer Schauspielschule arbeitete sie als freie Journalistin und Chefredakteurin einer Zeitschrift für Theater, Funk und Film. Seit Gründung der Frankfurter Allgemeinen Zeitung 1949 – einer der Gründer war ihr Schwager Karl Korn gewesen – war Lietzmann deren Berlin-Korrespondentin, von 1961 bis zu ihrem Eintritt in den Ruhestand 1984 arbeitete sie als Kulturkorrespondentin von New York aus für die F.A.Z. und unternahm viele Reisen durch den amerikanischen Kontinent.
Lietzmanns besonderes Interesse galt gleichermaßen dem politischen und dem Feuilleton-Journalismus. Sie befasste sich mit den Problemen der schwarzen Bevölkerung und dem Vormarsch der amerikanischen Frauen. Der ehemalige Herausgeber der F.A.Z., Hugo Müller-Vogg, schrieb, der Erfolg Lietzmanns sei begründet auf ihrer „humorvollen Art und dem Berliner Selbstbehauptungswillen“. Ihr früherer Kollege Wilfried Wiegand schrieb in seinem Nachruf:

„Unverkennbar war es eine Berlinerin, die mit der Welthauptstadt New York liebevoll ironisch umgehen durfte, weil sie dort das Tempo und den Lärm, das Elend und die Sentimentalität aus der Stadt ihrer Jugendjahre wiedergefunden hatte.“

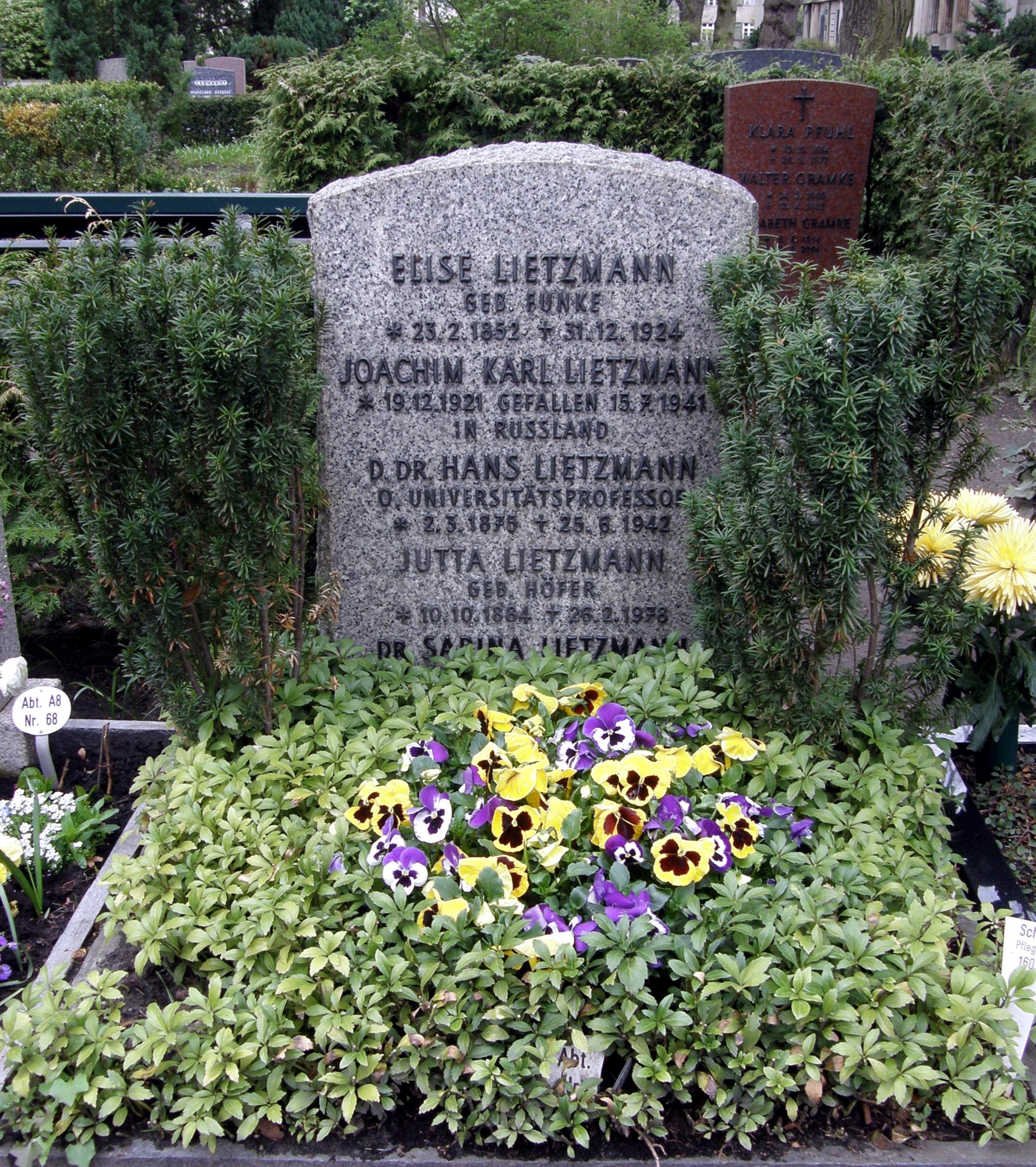
Grab von Sabina Lietzmann auf dem Friedhof Wilmersdorf

Über ihre Beobachtungen in New York und den USA schrieb Sabina Lietzmann zwei Bücher. Sie ist außerdem Autorin eines Hühnerkochbuchs.
Im Ruhestand zog sich Lietzmann aus dem Journalismus zurück und lebte in ihrem kleinen Landhaus in West Cornwall, Connecticut. Zu ihrem 70. Geburtstag kam sie noch einmal nach Berlin, den 75. Geburtstag feierte sie in ihrem Haus in Connecticut. Dort starb sie ein halbes Jahr darauf an Krebs. Lietzmann fand ihre letzte Ruhestätte auf dem Friedhof Wilmersdorf in Berlin. Zur Trauerfeier erschienen auch der ehemalige Berliner Regierende Bürgermeister Klaus Schütz und der frühere Bonner Regierungssprecher Dieter Vogel.

## Auszeichnungen
- Medienpreis der Steuben-Schurz-Gesellschaft, 1995[6]

## Veröffentlichungen
- Königtum und Reichsepiskopat vom Wormser Konkordat bis Barbarossa (1122-1152). (1944)[7]
- New York. Die wunderbare Katastrophe. Verlag Hoffmann und Campe, Hamburg (1976), ISBN 3-455-08966-6
- Internationale Hühner-Gerichte. 150 Rezepte rund um das Huhn. Heyne Verlag (1983), ISBN 3-453-40363-0
- Das amerikanische Dilemma, Berichte aus 25 Jahren. Gustav Luebbe Verlag (1989), ISBN 3-404-60236-6
- Zur Einführung in Willa Cathers Leben und Werk. Knaus Verlag (1988), ISBN 3-8135-3418-9
- Ein Huhn in jedem Topf. Ullstein Verlag (1992), ISBN 3-548-34857-2